# Dana McLean Greeley
Dana McLean Greeley (5 juillet 1908 - 13 juin 1986) est un pasteur unitarien, le dernier président de l'Association unitarienne américaine et, lors de sa fusion avec l'Église universaliste en Amérique, le président fondateur de l'Association universaliste unitarienne.

## Biographie
Greeley obtient un baccalauréat en théologie de la Harvard Divinity School en 1933 et est ordonné par son église paroissiale à Lexington, Massachusetts. Ses deux premiers établissements sont les églises unitariennes de Lincoln, Massachusetts (1932-1934) et de Concord, New Hampshire (1934-1935). En 1935, à l'âge de 27 ans, il est appelé à la prestigieuse église d'Arlington Street à Boston où il sert jusqu'en 1958.
Après sa présidence avec l'UUA, il devient professeur invité de l'Église et de la paix mondiale à la Meadville Lombard Theological School à Chicago et président de l'Association internationale pour la liberté religieuse. En 1970, il retourne au ministère paroissial en acceptant un appel de la première paroisse de Concord, Massachusetts où il sert jusqu'à sa mort en 1986. Il est observateur non catholique au concile Vatican II.
De son vivant, il reçoit de nombreux prix, dont des diplômes honorifiques de la Meadville Theological School, de l'Emerson College, de l'Université de St. Lawrence, de l'Université Tufts et de la Portia Law School. De plus, la congrégation de Concord et ses amis et collègues créent en sa mémoire la Fondation Dana Greeley qui soutient les efforts de la base pour rendre le monde plus pacifique.